# وحیده ماگلایلیچ
وحیده ماگلایلیچ (۱۷ آوریل ۱۹۰۷ – ۱ آوریل ۱۹۴۳) یک پارتیزان یوگسلاوی بود که به دلیل نقشش در مبارزه علیه نیروهای محور در طول جنگ  جهانی دوم به عنوان قهرمان خلق یوگسلاوی شناخته و دارای نشان قهرمان ملی (یوگسلاوی) شد. او تنها زن مسلمان بوسنیایی بود که این نشان عالی را دریافت کرد.
ماگلایلیچ که در قادی بانیا لوکا به دنیا آمد، از تحصیلات عالی توسط پدرش محروم شد. او به اهداف مختلف اجتماعی و بشردوستانه از جمله حقوق زنان دست زد. پس از اینکه یوگسلاوی توسط نیروهای محور در آوریل ۱۹۴۱ مورد تهاجم قرار گرفت، بوسنی بخشی از دولت مستقل کرواسی، یک دولت دست نشانده فاشیست شد. ماگلایلیچ در ماه مه وارد اتحادیه کمونیست‌های یوگسلاوی شد و به جنبش‌های مقاومت در جنگ جهانی دوم پارتیزانی پیوست. موقعیت اجتماعی بالای او به او اجازه داد تا چندین ماه به‌طور نامحسوس به پارتیزان‌های محلی پناه داده و آن‌ها را تجهیز کند، اما در نهایت فعالیت‌های او توسط مقامات فاشیست کشف و وی به زندان فرستاده شد. پس از ماه‌ها شکنجه، ماگلایلیچ از زندان فرار کرد و مجدداً به پارتیزان‌ها پیوست. او تا زمان مرگش در نبرد با نیروهای آلمانی در مالا کروپسکا روجیشکا، در منطقه بوسانسکا کراینا از مشهورترین افراد بود.
پس از جنگ، بقایای او از مالا کروپسکا روجیشکا نبش قبر شد و دوباره در گورستان پارتیزان در بانیا لوکا به خاک سپرده شد. تصویر او بر روی جلد اعلامیه‌های توزیع شده توسط سازمان آزادیبخش فلسطین به نمایش درآمده است که سعی دارد او را به عنوان نمونه ای برای زنان فلسطینی معرفی کند.

## خانواده، آموزش و فعالیت
وحیده ماگلایلیچ در ۱۷ آوریل ۱۹۰۷ در بانیا لوکا، بوسنی و هرزگوین، که در آن زمان یک منطقه تحت اشغال اتریش-مجارستان و بعداً بخشی از پادشاهی یوگسلاوی بود، به دنیا آمد. او از یک خانواده برجسته مسلمان بوسنیایی، بزرگ‌ترین فرزند از ده فرزند قادی محمد ماگلایلیچ، رئیس دادگاه شریعت بانیا لوکا، و همسرش کاملیا بود. تعداد این خانواده هفت زن و پانزده مرد بود که پدربزرگ و مادربزرگ، عمه، عموها و عموهای ماگلایلیچ در یک خانه مشترک زندگی می‌کردند. وحیده در کودکی با جاروها بازی می‌کرد تا با عروسک‌ها و وانمود می‌کرد که آنها در واقع تفنگ و اسب هستند. او همچنین پسران را به عنوان همبازی ترجیح می‌داد، اما به زودی مجبور شد مسئولیت هشت برادر و یک خواهر کوچکترش را بر عهده بگیرد.

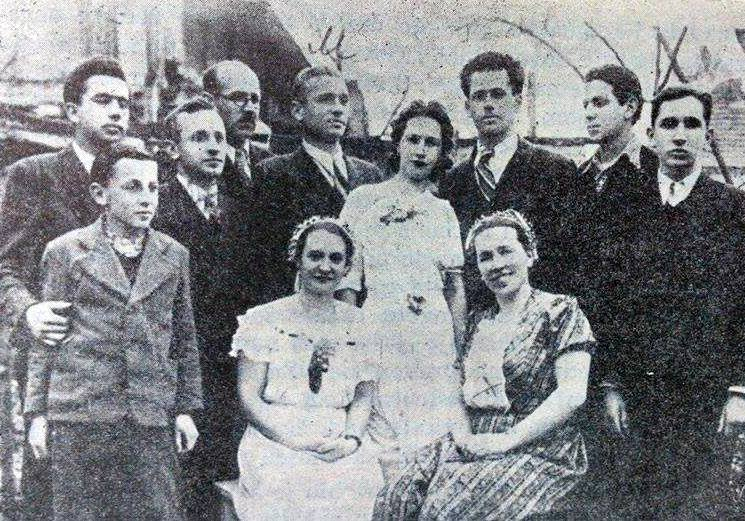
عروسی خواهر وحیده و فاضل سریک، در ۱۲ آوریل ۱۹۴۰. شریک و خواهر و برادر وحیده ایستاده‌اند. وحیده (راست) و خواهر شوهرش نشسته‌اند.

ماگلایلیچ از اوایل کودکی به کار دستی علاقه نشان داده بود و بنابراین والدینش تصمیم گرفتند او را در مدرسه حرفه‌ای زنان در زادگاهش در مکتب ثبت نام کنند. در آن زمان، تعداد کمی از دختران مسلمان بوسنیایی به مدرسه سکولار می‌رفتند. ماگلایلیچ آرزو داشت که تحصیلات خود را در زاگرب ادامه دهد و معلم شود، اما پدرش داشتن دخترانی که خارج از خانه تحصیل می‌کردند، نامناسب می‌دانست و اجازه نمی‌داد؛ بنابراین ماگلایلیچ تا آغاز جنگ جهانی دوم خانه را اداره کرد.
ماگلایلیچ اگرچه تحصیلات خود را بیشتر ادامه نداد، اما از طریق برادرانش که در سارایوو و زاگرب تحصیل کردند با مارکسیسم و جنبش کارگری آشنا شد. او یکی از اولین زنان مسلمان بوسنیایی بود که در جنبش کارگری شرکت کرد و از این طریق بیشتر با جنبش حقوق زنان درگیر شد. او همچنین در سازمان بین‌المللی کمک‌های سرخ فعال بود و بعداً ریاست سازمان زنان بانیا لوکا را بر عهده داشت. پدرش به او اجازه داد حجاب خود را کنار بگذارد، اما او با کوتاه کردن موهایش خشم خانواده و مردم شهر را برانگیخت. ماگلایلیچ پیشنهادهای ازدواج دریافت کرد اما به شرط اینکه فعالیت خود را کنار بگذارد و بنابراین هرگز ازدواج نکرد.

## جنگ جهانی دوم

### جنبش مقاومت
جنگ جهانی دوم در سپتامبر ۱۹۳۹ آغاز شد. یوگسلاوی یک سال و نیم بعد توسط نیروهای محور و دولت مستقل کرواسی مورد تهاجم قرار گرفت. در ۱۰ آوریل ۱۹۴۱ یک دولت دست نشانده فاشیست تأسیس شد و تمام بوسنی و هرزگوین، تقریباً تمام کرواسی و بخش‌هایی از صربستان را دربر گرفت. ماگلایلیچ بلافاصله شروع به سازماندهی جنبش‌های مقاومت در جنگ جهانی دوم در برابر مقامات فاشیست کرد. در ماه مه ۱۹۴۱، علی‌رغم تردید پدرش در مورد مارکسیسم و مذهب، او وارد اتحادیه کمونیست‌های یوگسلاوی شد. با این وجود، جنایات فاشیست علیه بوسنیایی‌ها او را بر آن داشت تا از بیش از پیش از جنبش مقاومت حمایت کند. اوستاشه که به وفاداری او به رژیم جدید مشکوک بود، پدر ماگلایلیچ را مجبور کرد که از سمت خود به عنوان قاضی منطقه بانیا لوکا بازنشسته شود.
ماگلایلیچ توانست از شهرت بالای پدرش به عنوان قاضی برای پناه دادن به کمونیست‌ها در خانه‌شان، سازماندهی انتقال آنها به مناطق آزاد شده و جمع‌آوری لوازم پزشکی، لباس، سلاح و مهمات استفاده کند. او با حفظ شبکه‌ای پیچیده از تماس‌ها، پست‌های بازرسی و اقامتگاه‌های مخفی، به یکی از قابل اعتمادترین حامیان پارتیزان در بانیا لوکا تبدیل شد. او با متقاعد کردن خانواده‌های صرب، مسلمان و یهودی بانیا لوکا برای اهدای اموال خود به جنبش مقاومت به جای تن دادن به مصادره آن توسط اوستاشه، از مادرش خواست برای پارتیزان‌ها مواد غذایی آماده کند و تجهیزاتی مانند فرستنده‌های رادیویی برای آنها فراهم کند. موقعیت اجتماعی که او به عنوان عضو یکی از محترم‌ترین خانواده‌های شهر از آن برخوردار بود، دیگر مسلمانان بانیا لوکا را به شدت تشویق کرد تا به پارتیزان‌ها بپیوندند.
اوستاشه در نهایت متوجه فعالیت‌های ماگلایلیچ شد، اما دستگیری او در ملاء عام به معنای خطر شورش قابل توجهی در میان جمعیت مسلمان بود. از او خواسته شد که در اکتبر ۱۹۴۱ به شبه نظامیان اوستاشه گزارش دهد و فرصت دستگیری بی سر و صدای او فراهم شد. ماگلایلیچ در طول دو ماهی که در زندان سپری کرد، تحت شکنجه با هدف استخراج اطلاعات در مورد پارتیزان‌ها مورد بازجویی قرار گرفت. چون او سکوت کرد، مقامات تصمیم گرفتند او را به زاگرب بفرستند. در ۲۰ دسامبر ۱۹۴۱، روز انتقال، ماگلایلیچ به همراه دوستش به نام دانیکا ماریچ موفق شد از زندان فرار کند. این دو زن قبل از نقل مکان به قلمرو تحت کنترل پارتیزان در کوه شمرنگتسا، چندین روز را در خانه پدر وحیده پنهان شدند. در ۳۱ دسامبر ۱۹۴۱ آنها به پارتیزان پیوستند. برادران او قبلاً به مبارزان چریکی پیوسته بودند. دو نفر به زندان افتادند، در حالی که پدرش در سال به اردوگاه کار اجباری فرستاده شد.

### سیاست و جنگ چریکی

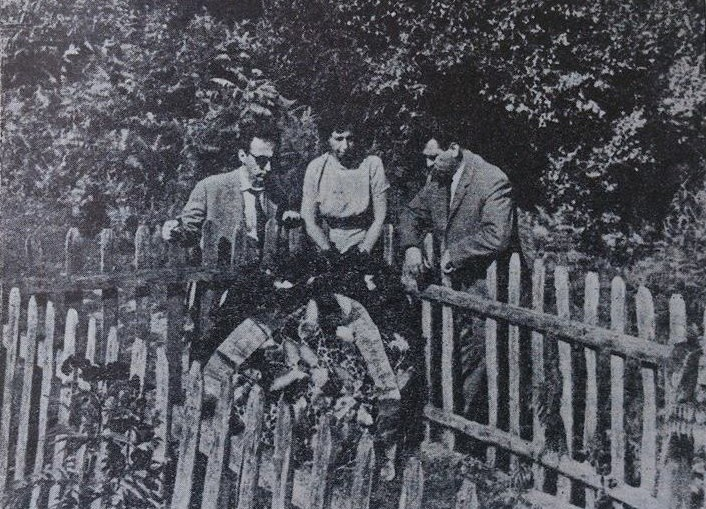
برادران و خواهر ماگلایلیچ بر سر قبر او در مالا کروپسکا روجیشکا در سال ۱۹۶۳.

اندکی پس از رسیدن به قلمرو آزاد شده، ماگلایلیچ وارد سیاست شد. او با مردم کوزارا، بیهاچ و تسازین، بیشتر با زنان کار می‌کرد. تأثیر او در میان زنان مسلمان تسازین برجسته‌ترین بود و حرفه سیاسی او با انتخاب او به کمیته مرکزی جبهه ضد فاشیست زنان بوسنی و هرزگوین در ۶ دسامبر ۱۹۴۲ به اوج رسید او تا ژانویه ۱۹۴۳ نماینده کمونیست‌ها در سانسکی موست و نوی گراد بود.
ماگلایلیچ همراه با بقیه تیپ ۱۲ کراجینا در بعدازظهر ۳۱ مارس وارد مالا کروپسکا روجیشکا شد. او و دیگر پارتیزان‌هایش در اوایل صبح روز اول آوریل با شلیک گلوله از خواب بیدار شدند که توسط آلمان‌ها محاصره شده بودند. پارتیزان‌ها سعی کردند بیرون بیایند و به تپه‌ای نزدیک پناه ببرند. ماگلایلیچ نتوانست به دامنه تپه برسد و در تیراندازی متقابل از پشت مورد اصابت گلوله قرار گرفت. پارتیزان‌های زنده مانده در همان روز بازگشتند تا اجساد ۲۸ رفیق کشته شده خود، از جمله وحیده را بیابند و در روستا دفن کنند. پس از جنگ، بقایای او دوباره در گورستان پارتیزان در بانیا لوکا دفن شد، جایی که تا به امروز در آنجا باقی مانده‌است.

## میراث

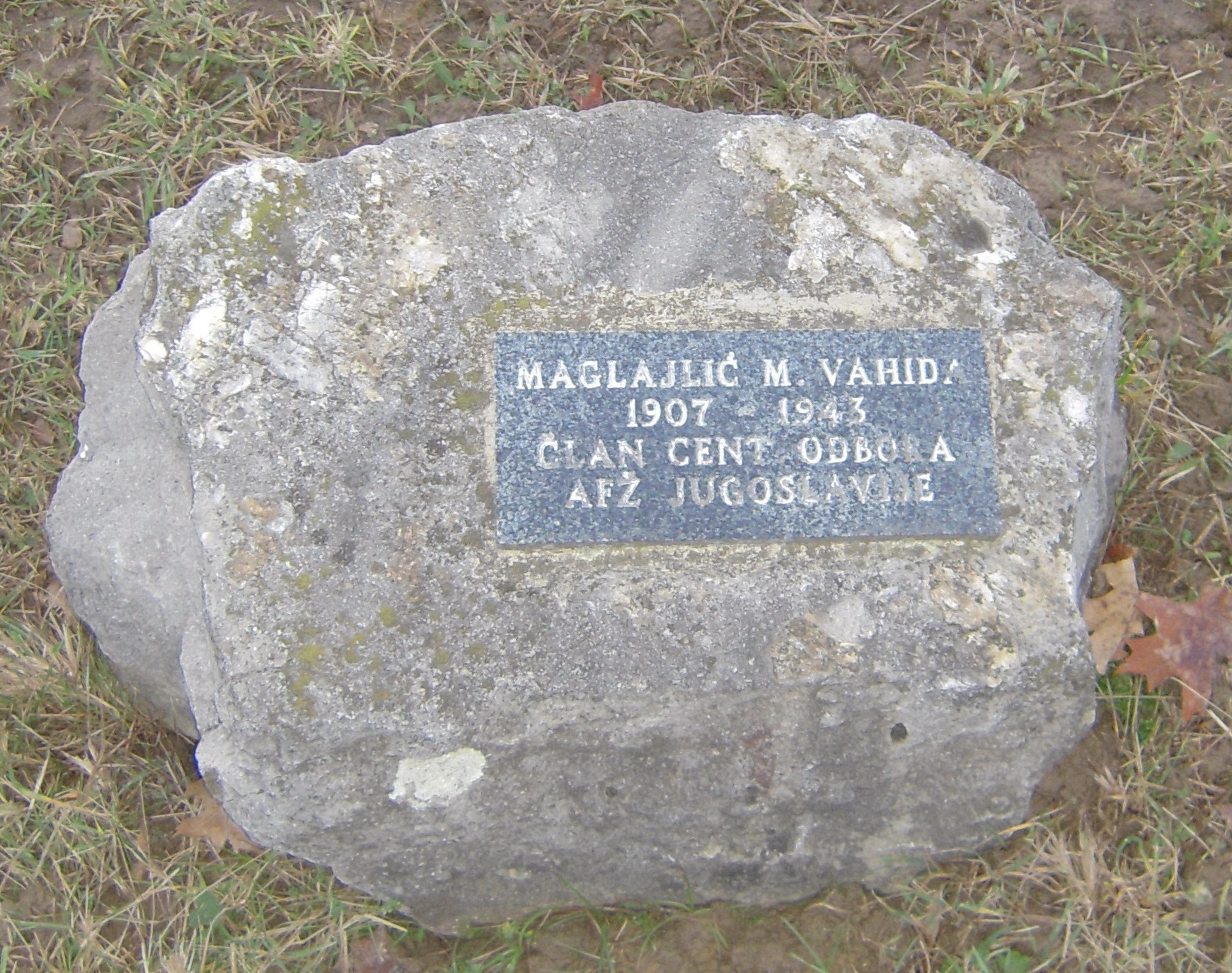
سنگ قبر وحیده ماگلایلیچ در گورستان پارتیزان در بانیا لوکا

وحیده یکی از چهار خواهر و برادر ماگلایلیچ بود که به عنوان پارتیزان در جنگ جان باختند. سه نفر دیگر برادران او، جواد، منیب و نجیب بودند که توسط چتنیک‌ها کشته شدند. در ۲۰ دسامبر ۱۹۵۱، ماگلایلیچ به عنوان قهرمان خلق یوگسلاوی شناخته شد. او تنها زن مسلمان بوسنیایی است که این عنوان را دریافت کرده‌است. همین به رسمیت شناختن برادر همسر ماگلایلیچ که دو ماه پس از مرگ او در عملیاتی کشته شد، اعطا شد. تصویر ماگلایلیچ بر روی جلد اعلامیه‌های توزیع شده توسط سازمان آزادیبخش فلسطین استفاده شده‌است که او را به عنوان یک الگو برای زنان فلسطینی معرفی کرده‌است.